# Eberhard Dorndorf
Eberhard Dorndorf (* 26. April 1934 in Berlin) ist ein deutscher Jurist.

## Leben
Nach der Promotion 1968 an der Universität Frankfurt am Main und der Habilitation 1975 in Frankfurt am Main wurde er 1975 Professor für Arbeitsrecht, Zivilrecht und Rechtstheorie in Hannover.

## Schriften (Auswahl)
- Rechtsbeständigkeit von Entscheidungen und Wiederaufnahme des Verfahrens in der freiwilligen Gerichtsbarkeit. Bielefeld 1969, OCLC 468360547.
- Sozialplan im Konkurs. Der Zusammenhang von Betriebsänderung, Kündigung und Sozialplan im Konkurs und der Rang der Abfindungsansprüche . Baden-Baden 1978, ISBN 3-7890-0352-2.
- Freie Arbeitsplatzwahl und Recht am Arbeitsergebnis. Zur rechtlichen Bedeutung des Konflikts zwischen Arbeitsmobilität und Aneignungsfähigkeit des Arbeitsprodukts. Frankfurt am Main 1979, ISBN 3-7875-5268-5.
- mit Manfred Weiss: Warnstreiks und vorbeugender Rechtsschutz gegen Streiks. Köln 1983, ISBN 3-7663-0577-8.
- Kreditsicherungsrecht und Wirtschaftsordnung, Zur materiell- und konkursrechtlichen Dogmatik der Mobiliarsicherungsrechte. Heidelberg 1986, ISBN 3-8114-0986-7.
- mit Friedrich Buttler, Wolfgang Brandes, Wilfried Gaum und Ulrich Walwei: Flexibility and job security in the Federal Republic of Germany. Gelsenkirchen 1992, OCLC 46139990.
- mit Bernhard Weller, Friedrich Hauck, Armin Höland, Volkhart Kriebel und Klaus Neef: Heidelberger Kommentar zum Kündigungsschutzgesetz. Heidelberg 2001, ISBN 978-3-8114-5002-8.